# Atletisme als Jocs Olímpics d'Estiu de 2024 - 400m tanques masculí
La prova de 400m tanques masculina d'Atletisme als Jocs Olímpics de París 2024 va ser la 28a edició de l'esdeveniment en unes Olimpíades. La prova es va disputar entre el 5 i el 9 d'agost del 2024 a l'Stade de France de París.
L'estatunidenc Rai Benjamin va guanyar la medalla d'or, després d'imposar-se a la final amb un temps de 46.46 segons. La medalla de plata fou pel noruec Karsten Warholm qui va fer un temps de 47.07 segons, mentre que la medalla de bronze se la va endur el brasiler Alison dos Santos amb un temps de 47.26 segons.
L'equip dels Estats Units és amb molta diferència, la selecció més guardonada, amb 20 medalles d'or, 13 medalles de plata i 10 medalles de bronze, en les 28 edicions que l'esdeveniment ha estat present als Jocs Olímpics. L'estatunidenc Edwin Moses, amb 2 medalles d'or i 1 medalla de bronze, és l'atleta més guardonat en tota la història de la competició.

## Format
Els 400 metres tanques són una prova que consisteix en córrer una volta a la pista olímpica amb 10 tanques que s'han de superar. La competició va començar amb la fase de Heats, on hi van participar tots els atletes classificats. Els 3 primers atletes de cada cursa es van classificar directament per les semifinals i la resta d'atletes van tenir una nova oportunitat per passar de rondes, en la nova fase de repesca, que es va introduir en aquesta edició olímpica. Els 2 guanyadors de les semifinals, van passar a la final i en aquesta darrera cursa, els 3 atletes que van quedar al capdavant, van obtenir les medalles.

## Classificació
Hi havia dues maneres de classificar-se per la prova olímpica. La forma principal fou superant la marca estàndard de classificació (que per aquesta edició eren 48.70 segons), en qualsevol prova organitzada o supervisada per la Federació Internacional d'Atletisme, entre l'1 de juliol de 2023 i el 30 de juny de 2024. A continuació es van classificar 3 atletes segons el rànquing atlètic.
| Mètode de classificació  | Places | País                     | Atleta               |
| ------------------------ | ------ | ------------------------ | -------------------- |
| Marca estàndard - 48.70" | 3      | Alemanya                 | Joshua Abuaku        |
| Marca estàndard - 48.70" | 3      | Alemanya                 | Emil Agyekum         |
| Marca estàndard - 48.70" | 3      | Alemanya                 | Constantin Preis     |
| Marca estàndard - 48.70" | 3      | Estats Units             | CJ Allen             |
| Marca estàndard - 48.70" | 3      | Estats Units             | Trevor Bassitt       |
| Marca estàndard - 48.70" | 3      | Estats Units             | Rai Benjamin         |
| Marca estàndard - 48.70" | 3      | França                   | Ludvy Vaillant       |
| Marca estàndard - 48.70" | 3      | França                   | Wilfried Happio      |
| Marca estàndard - 48.70" | 3      | França                   | Clément Ducos        |
| Marca estàndard - 48.70" | 3      | Jamaica                  | Roshawn Clarke       |
| Marca estàndard - 48.70" | 3      | Jamaica                  | Jaheel Hyde          |
| Marca estàndard - 48.70" | 3      | Jamaica                  | Malik James-King     |
| Marca estàndard - 48.70" | 3      | Japó                     | Daiki Ogawa          |
| Marca estàndard - 48.70" | 3      | Japó                     | Ken Toyoda           |
| Marca estàndard - 48.70" | 3      | Japó                     | Kaito Tsutsue        |
| Marca estàndard - 48.70" | 3      | Qatar                    | Bassem Hemeida       |
| Marca estàndard - 48.70" | 3      | Qatar                    | Abderrahman Alsaleck |
| Marca estàndard - 48.70" | 3      | Qatar                    | Ismail Doudai Abakar |
| Marca estàndard - 48.70" | 2      | Brasil                   | Alison dos Santos    |
| Marca estàndard - 48.70" | 2      | Brasil                   | Matheus Lima         |
| Marca estàndard - 48.70" | 2      | Suècia                   | Carl Bengtström      |
| Marca estàndard - 48.70" | 2      | Suècia                   | Oskar Edlund         |
| Marca estàndard - 48.70" | 2      | Turquia                  | Yasmani Copello      |
| Marca estàndard - 48.70" | 2      | Turquia                  | Berke Akçam          |
| Marca estàndard - 48.70" | 1      | Costa Rica               | Gerald Drummond      |
| Marca estàndard - 48.70" | 1      | Eslovènia                | Matic Ian Gucek      |
| Marca estàndard - 48.70" | 1      | Estònia                  | Rasmus Mägi          |
| Marca estàndard - 48.70" | 1      | Illes Verges Britàniques | Kyron McMaster       |
| Marca estàndard - 48.70" | 1      | Itàlia                   | Alessandro Sibilio   |
| Marca estàndard - 48.70" | 1      | Kenya                    | Wiseman Mukhobe      |
| Marca estàndard - 48.70" | 1      | Nigèria                  | Ezekiel Nathaniel    |
| Marca estàndard - 48.70" | 1      | Noruega                  | Karsten Warholm      |
| Marca estàndard - 48.70" | 1      | Països Baixos            | Nick Smidt           |
| Marca estàndard - 48.70" | 1      | Regne Unit               | Alastair Chalmers    |
| Marca estàndard - 48.70" | 1      | Suïssa                   | Julien Bonvin        |
| Marca estàndard - 48.70" | 1      | Taipei                   | Peng Ming-yang       |
| Marca estàndard - 48.70" | 1      | Txèquia                  | Vit Müller           |
| Rànquing atlètic         | 1      | Botswana                 | Victor Ntweng        |
| Rànquing atlètic         | 1      | República Dominicana     | Yeral Núñez          |
| Rànquing atlètic         | 1      | Xina                     | Xie Zhiyu            |

## Rècords
Abans de la prova, els rècords eren els següents:
| Rècord             | Atleta            | Temps | Lloc    | Data                 |
| ------------------ | ----------------- | ----- | ------- | -------------------- |
| Rècord del Món     | Karsten Warholm   | 45.94 | Tòquio  | 3 d'agost de 2021    |
| Rècord Olímpic     | Karsten Warholm   | 45.94 | Tòquio  | 3 d'agost de 2021    |
| Rècord Àfrica      | Samuel Matete     | 47.10 | Zúric   | 7 d'agost de 1991    |
| Rècord Àsia        | Abderrahman Samba | 46.98 | París   | 30 de juny de 2018   |
| Rècord Europa      | Karsten Warholm   | 45.94 | Tòquio  | 3 d'agost de 2021    |
| Rècord NACAC       | Rai Benjamin      | 46.17 | Tòquio  | 3 d'agost de 2021    |
| Rècord Oceania     | Rohan Robinson    | 48.28 | Atlanta | 31 de juliol de 1996 |
| Rècord Sud-amèrica | Alison dos Santos | 46.29 | Eugene  | 19 de juliol de 2022 |

## Competició

### 1a ronda
La ronda preliminar es va disputar el 5 d'agost del 2024 a partir de les 10:05h. Es van classificar els 3 primers de cada sèrie i els 3 millor temps del còmput general. La resta de corredors que van acabar la prova, van passar a la ronda de repesca.

#### Sèrie 1
| Posició | Atleta          | País                     | Temps   |
| ------- | --------------- | ------------------------ | ------- |
| 1       | Rai Benjamin    | Estats Units             | 48.82 Q |
| 2       | Jaheel Hyde     | Jamaica                  | 49.08 Q |
| 3       | Kyron McMaster  | Illes Verges Britàniques | 49.24 Q |
| 4       | Carl Bengtström | Suècia                   | 49.34   |
| 5       | Bassem Hemeida  | Qatar                    | 49.82   |
| 6       | Daiki Ogawa     | Japó                     | 50.21   |
| 7       | Matic Ian Gucek | Eslovènia                | 50.30   |

#### Sèrie 2
| Posició | Atleta               | País                 | Temps      |
| ------- | -------------------- | -------------------- | ---------- |
| 1       | Karsten Warholm      | Noruega              | 47.57 Q    |
| 2       | Clément Ducos        | França               | 47.69 Q PB |
| 3       | Abderrahman Alsaleck | Qatar                | 48.35 Q    |
| 4       | Yeral Núñez          | República Dominicana | 48.67      |
| 5       | Trevor Bassitt       | Estats Units         | 49.38      |
| 6       | Vit Müller           | Txèquia              | 49.44      |
| 7       | Oskar Edlund         | Suècia               | 49.74      |
| 8       | Xie Zhiyu            | Xina                 | 49.90      |

#### Sèrie 3
| Posició | Atleta            | País         | Temps   |
| ------- | ----------------- | ------------ | ------- |
| 1       | Rasmus Mägi       | Estònia      | 48.62 Q |
| 2       | CJ Allen          | Estats Units | 48.64 Q |
| 3       | Alison dos Santos | Brasil       | 48.75 Q |
| 4       | Emil Agyekum      | Alemanya     | 49.38   |
| 5       | Victor Ntweng     | Botswana     | 49.59   |
| 6       | Julien Bonvin     | Suïssa       | 49.82   |
| 7       | Kaito Tsutsue     | Japó         | 50.50   |
| 8       | Yasmani Copello   | Turquia      | 50.72   |

#### Sèrie 4
| Posició | Atleta             | País          | Temps   |
| ------- | ------------------ | ------------- | ------- |
| 1       | Roshawn Clarke     | Jamaica       | 48.17 Q |
| 2       | Ezekiel Nathaniel  | Nigèria       | 48.38 Q |
| 3       | Wilfried Happio    | França        | 48.42 Q |
| 4       | Alessandro Sibilio | Itàlia        | 48.43 q |
| 5       | Wiseman Mukhobe    | Kenya         | 48.58 q |
| 6       | Nick Smidt         | Països Baixos | 48.64 q |
| 7       | Gerald Drummond    | Costa Rica    | 48.80   |
| 8       | Constantin Preis   | Alemanya      | 49.99   |

#### Sèrie 5
| Posició | Atleta               | País       | Temps   |
| ------- | -------------------- | ---------- | ------- |
| 1       | Malik James-King     | Jamaica    | 48.21 Q |
| 2       | Matheus Lima         | Brasil     | 48.90 Q |
| 3       | Alastair Chalmers    | Regne Unit | 48.98 Q |
| 4       | Joshua Abuaku        | Alemanya   | 49.00   |
| 5       | Berke Akçam          | Turquia    | 49.48   |
| 6       | Ken Toyoda           | Japó       | 53.62   |
| 7       | Ismail Doudai Abakar | Qatar      | DNF     |
| 8       | Peng Ming-yang       | Taipei     | DNF     |

### Ronda de Repesca
La ronda de repesca es va disputar el 6 d'agost de 2024 a partir de les 12.00h. Hi van participar tots els atletes que van acabar la 1a ronda, però no van aconseguir classificar-se directament. Es van classificar els 2 millors de cada sèrie.

#### Sèrie 1
| Posició | Atleta          | País         | Temps   |
| ------- | --------------- | ------------ | ------- |
| 1       | Trevor Bassitt  | Estats Units | 48.64 Q |
| 2       | Emil Agyekum    | Alemanya     | 48.67 Q |
| 3       | Vit Müller      | Txèquia      | 48.96   |
| 4       | Oskar Edlund    | Suècia       | 48.99   |
| 5       | Daiki Ogawa     | Japó         | 49.25   |
| 6       | Bassem Hemeida  | Qatar        | 49.64   |
| 7       | Yasmani Copello | Turquia      | DNS     |

#### Sèrie 2
| Posició | Atleta           | País       | Temps   |
| ------- | ---------------- | ---------- | ------- |
| 1       | Carl Bengtström  | Suècia     | 48.63 Q |
| 2       | Gerald Drummond  | Costa Rica | 48.78 Q |
| 3       | Victor Ntweng    | Botswana   | 48.88   |
| 4       | Matic Ian Gucek  | Eslovènia  | 49.06   |
| 5       | Constantin Preis | Alemanya   | 51.02   |
| 6       | Kaito Tsutsue    | Japó       | DNS     |

#### Sèrie 3
| Posició | Atleta        | País                 | Temps   |
| ------- | ------------- | -------------------- | ------- |
| 1       | Berke Akçam   | Turquia              | 48.72 Q |
| 2       | Joshua Abuaku | Alemanya             | 48.87 Q |
| 3       | Julien Bonvin | Suïssa               | 49.08   |
| 4       | Xie Zhiyu     | Xina                 | 49.59   |
| 5       | Yeral Núñez   | República Dominicana | 53.68   |
| 6       | Ken Toyoda    | Japó                 | DNS     |

### Semifinals
Les semifinals es van disputar el 7 d'agost del 2024 a partir de les 19:35h. Es classificaven per la final, els 2 millors de cada sèrie i els 2 millors temps del còmput general.

#### Semifinal 1
| Posició | Atleta            | País          | Temps   |
| ------- | ----------------- | ------------- | ------- |
| 1       | Karsten Warholm   | Noruega       | 47.67 Q |
| 2       | Clément Ducos     | França        | 47.85 Q |
| 3       | Alison dos Santos | Brasil        | 47.95 q |
| 4       | Trevor Bassitt    | Estats Units  | 48.29   |
| 5       | Ezekiel Nathaniel | Nigèria       | 48.65   |
| 6       | Nick Smidt        | Països Baixos | 49.61   |
| 7       | Jaheel Hyde       | Jamaica       | 50.03   |
| 8       | Joshua Abuaku     | Alemanya      | 50.19   |

#### Semifinal 2
| Posició | Atleta               | País                     | Temps   |
| ------- | -------------------- | ------------------------ | ------- |
| 1       | Kyron McMaster       | Illes Verges Britàniques | 48.15 Q |
| 2       | Rasmus Mägi          | Estònia                  | 48.16 Q |
| 3       | Abderrahman Alsaleck | Qatar                    | 48.20 q |
| 4       | CJ Allen             | Estats Units             | 48.44   |
| 5       | Emil Agyekum         | Alemanya                 | 48.78   |
| 6       | Alessandro Sibilio   | Itàlia                   | 48.79   |
| 7       | Malik James-King     | Jamaica                  | 48.85   |
| 8       | Berke Akçam          | Turquia                  | 49.12   |

#### Semifinal 3
| Posició | Atleta            | País         | Temps   |
| ------- | ----------------- | ------------ | ------- |
| 1       | Rai Benjamin      | Estats Units | 47.85 Q |
| 2       | Roshawn Clarke    | Jamaica      | 48.34 Q |
| 3       | Wilfried Happio   | França       | 48.66   |
| 4       | Matheus Lima      | Brasil       | 49.08   |
| 5       | Wiseman Mukhobe   | Kenya        | 49.22   |
| 6       | Carl Bengtström   | Suècia       | 49.56   |
| 7       | Gerald Drummond   | Costa Rica   | 49.68   |
| 8       | Alastair Chalmers | Regne Unit   | 56.52   |

### Final
La final es va disputar el 9 d'agost del 2024 a les 21:45h.
| Posició | Atleta               | País                     | Temps |
| ------- | -------------------- | ------------------------ | ----- |
| 1       | Rai Benjamin         | Estats Units             | 46.46 |
| 2       | Karsten Warholm      | Noruega                  | 47.06 |
| 3       | Alison dos Santos    | Brasil                   | 47.26 |
| 4       | Clément Ducos        | França                   | 47.76 |
| 5       | Kyron McMaster       | Illes Verges Britàniques | 47.79 |
| 6       | Abderrahman Alsaleck | Qatar                    | 47.98 |
| 7       | Rasmus Mägi          | Estònia                  | 52.53 |
| 8       | Roshawn Clarke       | Jamaica                  | DNF   |

## Medaller històric
| Posició | País                 | Or | Argent | Bronze | Total |
| ------- | -------------------- | -- | ------ | ------ | ----- |
| 1       | Estats Units         | 20 | 13     | 10     | 43    |
| 2       | Regne Unit           | 2  | 2      | 4      | 8     |
| 3       | República Dominicana | 2  | 0      | 0      | 2     |
| 4       | Noruega              | 1  | 1      | 0      | 2     |
| 5       | Alemanya de l'Est    | 1  | 0      | 0      | 1     |
| 5       | Uganda               | 1  | 0      | 0      | 1     |
| 5       | Irlanda              | 1  | 0      | 0      | 1     |
| 8       | URSS                 | 0  | 2      | 1      | 3     |
| 9       | Jamaica              | 0  | 2      | 0      | 2     |
| 10      | Alemanya Occidental  | 0  | 1      | 1      | 2     |
| 10      | França               | 0  | 1      | 1      | 2     |
| 10      | Canadà               | 0  | 1      | 1      | 2     |
| 13      | Kenya                | 0  | 1      | 0      | 1     |
| 13      | Aràbia Saudita       | 0  | 1      | 0      | 1     |
| 13      | Zàmbia               | 0  | 1      | 0      | 1     |
| 13      | Senegal              | 0  | 1      | 0      | 1     |
| 13      | Sri Lanka            | 0  | 1      | 0      | 1     |
| 13      | Finlàndia            | 0  | 1      | 0      | 1     |
| 19      | Brasil               | 0  | 0      | 2      | 2     |
| 20      | Turquia              | 0  | 0      | 1      | 1     |
| 20      | Puerto Rico          | 0  | 0      | 1      | 1     |
| 20      | Sud-àfrica           | 0  | 0      | 1      | 1     |
| 20      | Itàlia               | 0  | 0      | 1      | 1     |
| 20      | Nova Zelanda         | 0  | 0      | 1      | 1     |
| 20      | Suècia               | 0  | 0      | 1      | 1     |
| 20      | Filipines            | 0  | 0      | 1      | 1     |